# Кайлахун (город)
Кайлахун (англ. Kailahun) — город на юго-востоке Сьерра-Леоне, на территории Восточной провинции. Административный центр одноимённого округа.

## Географическое положение
Город находится в восточной части провинции, к югу от реки Макона, вблизи границы с Гвинеей, на расстоянии приблизительно 285 километров к востоку-юго-востоку (ESE) от столицы страны Фритауна. Абсолютная высота — 303 метра над уровнем моря.

## Население
По данным переписи 1985 года численность населения города составляла 9 054 человек.
Динамика численности населения города по годам:
| 1963  | 1974  | 1985  | 2013   |
| ----- | ----- | ----- | ------ |
| 5 419 | 7 184 | 9 054 | 18 411 |

В этническом составе населения преобладают представители народности менде.

## Экономика и транспорт
Основу экономики города составляет сельское хозяйство.
Ближайший аэропорт расположен в городе Тонго.